# Cecenia
Republica Cecenă (în rusă Чече́нская Респу́блика; în cecenă: Нохчийн Республика sau Noxçiyn Respublika) este o regiune a Federației Ruse cu statut de republică.
Republica Cecenă Icikeria (în cecenă: Нохчийн Республика Нохчийн-чоь sau Noxçiyn Respublika Noxçiyn-çoī, în rusă Чече́нская Респу́блика Ичкерия) este denumirea folosită de autoritățile cecene separatiste, care luptă pentru independența Ceceniei.
Se învecinează în cadrul Federației Ruse cu Ținutul Stavropol la nord-vest, cu Republica Daghestan la nord și est, cu Republicile Ingușetia și Osetia de Nord la vest, iar în afara Federației Ruse se invecinează cu Georgia la sud. Cecenia este localizată geografic în Munții Caucazul de Nord și politic în Districtul Federal Sudic al Rusiei.
Denumirea prescurtată Cecenia (scrisă în diverse forme, dar redând aceeași fonetică) este folosită într-un șir de limbi europene, inclusiv româna, în timp ce alte limbi, inclusiv rusa și în mare măsură engleza folosesc denumirea prescurtată Chechnya (Чечня, sau alte forme redând aceeași fonetică). Ea provine de la numele satului Cecen-aul, prima așezare cecenă întâlnită de ruși. În limba cecenă, numele abreviat este Нохчийн-чoь sau Noxçiyn-çöi.

## Istorie
Articole principale: Istoria Ceceniei, Primul Război Cecen, Al Doilea Război Cecen
Cecenia a avut foarte puțin contact direct cu lumea externă până când Imperiile Otoman și Rus au început să-și dispute zona la sfârșitul secolului 16. La începutul secolului 18 au avut loc primele ciocniri militare cu rușii, care au degenerat într-un război cvasi-permanent, soldat cu multe atrocități, până când în 1862 Imperiul Rus a reușit pentru prima dată să înfrângă temporar rezistența pan-nord-caucaziană, elementul cheie al careia era cecen.
În timpul revoluției ruse (1917) și în anii care au precedat formarea Uniunii Sovietice (1924), cecenii au fost obligati de bolșevici să accepte să devina parte autonomă din noul stat. Însă corupția masivă și ura națională a reprezentanților trimiși de Moscova în teritoriu au dus la izbucnirea unei răscoale populare în februarie 1940 sub conducerea lui Hasan Israilov, fost jurnalist si membru al Partidului Comunist, dezamăgit de politica oficială duplicitară între declarații și fapte. Deși trupele germane au ajuns in octombrie 1942 la frontiera vestică a Ceceniei, ele s-au limitat la trimiterea de desante de propagandiști in spatele liniei frontului, după ce nemții au observat o răceală bruscă din partea cecenilor în momentul când ororile comise de naziști în Ucraina în 1941-1942 au început sa devina publice.
Totuși, folosindu-se de apropierea liniei frontului, trupele sovietice au bombardat regulat satele cecene răsculate, care cuprindeau în momentele de extindere maximă peste 50% din teritoriul Ceceniei. La 23 februarie 1944, trupele interne (NKVD) ale Uniunii Sovietice, au deportat întreaga populație a Ceceniei și a câtorva regiuni învecinate în stepa din estul Kazahstanului și în Siberia. Între 25% și 50% din populația deportată a murit de foame și boli. În 1957 cecenilor li s-a permis întoarcerea pe meleagurile natale, iar mai târziu Republica Autonomă Sovietică Socialistă Ceceno-Ingușă, în componența Republicii Sovietice Socialiste Federative Ruse a fost reînființată în URSS.
În anii puterii sovietice, persoanele de naționalitate cecenă nu puteau ocupa posturi înalte în administrație, armată, nu puteau fi admise la multe instituții de învățământ superior. Pentru a evita aceasta situație, intelectualitatea cecenă a preferat în mare parte să emigreze, în special la Moscova și/sau să se declare ca aparținând altor naționalități caucaziene, mai tolerate de ruși. Populația, majoritar rurală, a Ceceniei a devenit prin urmare una din cele mai puțin educate din fosta Uniune Sovietică.
În timpul dezintegrării Uniunii Sovietice din 1991, intelectualitatea cecenă, propriu din Cecenia și din diaspora sovietică, a format un Congres Național al Poporului Cecen, condus de Djohar Dudaev, fost general de aviație strategică în armata Uniunii Sovietice. Aceasta formațiune politică a indus parlamentul republicii să proclame independența țării sub numele de Republica Cecenă Ichkeria. Între 1991-1992 un șir de comitete locale, formate din "bătrâni" și personalități de influență a delimitat linia de separare a Ceceniei de Ingușetia, care a devenit Republică de sine-stătătoare, dar spre deosebire de Cecenia, a ales să rămână în Federația Rusă.
Deși de facto independentă între 1991-1994 și 1996-1999, până în 2006 această independență a Republicii Cecene Ichkeria nu a fost recunoscută de nici un stat. Este greu de decis cine a controlat în realitate teritoriul Ceceniei în timpul Primului Război Cecen (1994-1996) și în primul an al celui de-al Doilea Război Cecen (1999-prezent).
Din punct de vedere constituțional, Cecenia, ca republică autonomă în cadrul RSFSR, spre deosebire de cele 15 republici unionale, nu avea dreptul la secesiune față de URSS, RSFSR și nu direct RASS Ceceno-Ingușă fiind membră a URSS. În 1992, parlamentul Federației Ruse a adoptat o nouă constituție, care prevedea uniformizarea parților sale componente (regiuni, ținuturi, republici autonome, regiuni autonome, districte autonome, plus orașele federale Moscova și Sankt-Petersburg) sub termenul de subiecte ale federației, și totodată prevedea semnarea unor tratate federale între autoritățile centrale și fiecare unitate autonomă. Toate aceste unități cu excepția a două - Cecenia și Tatarstan - au acceptat termenii de autonomie propuși de autoritațile federale. În urma unor negocieri prelungite, Tatarstanul a acceptat un tratat mai special in 1993. Guvernul cecen, condus de Djohar Dudaev, a refuzat orice tratative avand ca finalitate altceva decât independență. Deoarece în memoria politicienilor din acea perioadă legitimitatea guvernului Rusiei a lui Elțîn, care a dat jos în 1991 guvernul URSS al lui Gorbaciov, era asociată (fără vreo greutate juridică) faimoasei sale declarații din august 1991 "fiecare la nivel local să ia atâta suveranitate cât poate", situația persistentă de nedeterminare în raport cu Cecenia era în măsură să inducă un nou val de suveranitate la nivelul componentelor autonome ale Federației Ruse, în special în Tatarstan, Bashkirtostan, Tuva, unde rușii sunt în minoritate. Această posibilitate, deși juridic inexistentă, devenea reală în momentul în care Rusia susținea activ, politic și cu trupe, separarea Abhaziei si Osetiei de Sud de Georgia si a Transnistriei de Moldova.
Importanța economică a Ceceniei se datora conductelor de țiței și de gaze, care traversează republica, provenind din Baku (Azerbaidjan) și îndreptându-se spre Rostov-pe-Don. Interesele companiilor petroliere străine în zonă de asemenea au intrat în conflict, deoarece guvernul Dudaev prefera companiile din grupul german, în timp ce Moscova prefera companiile din grupul britanic pentru a le preda industria de transport și prelucrare a combustibilului.
În 1994 Moscova a angajat ca un număr de politicieni de origine cecenă stabiliți la Moscova să se "reîntoarcă" în patrie cu grupuri de oameni înarmați, pentru a prelua puterea în unele sate din nordul Ceceniei. Guvernul lui Dudaev, foarte slab înarmat la acea perioadă, și fără personal militar corespunzător a "reușit" în scurtă vreme să piardă aproape întreg nordul republicii până la capitala Groznîi rebelilor pro-ruși. În august 1994, trei tancuri ale forțelor anti-Dudaev au intrat nestingherite pană în piața din centrul capitalei Groznîi, îndreptându-și demonstrativ turelele spre palatul prezidențial, dar fără a deschide focul. După ce o persoană în civil s-a apropiat de unul din ele și a aruncat înăuntru o grenadă, omorându-i pe cei trei soldați ruși aflați în interior, echipajele celorlalte două s-au retras în grabă. Însă numărul foarte mic de susținători pe care le avea fiecare din aceste patru grupuri pro-ruse, conflictele dintre liderii lor (Ruslan Hasbulatov, Umar Avturhanov, Doku Zavgaiev, Iaragi Mamodaev), precum si lipsa totală a suportului din partea populației locale, nu le-a permis să preia controlul asupra capitalei. În micro-bătălia care a avut loc în septembrie 1994 la intrarea în Groznyy, trupele lui Dudaev, fără tehnică militară, au fost înfrânte de către cele ale coaliții Hasbulatov-Avturhanov (reunite sub denumirea de Consiliul Provizoriu Cecen, care controlau raionul Nadterecinii), capitala rămânând complet deschis. Totuși, rebelii pro-ruși s-au temut să intre în oraș pentru a nu provoca lupte de stradă cu populația locală ostilă lor.
Pentru a redresa această situație penibilă guvernul lui Elțîn a transmis rebelilor unități regulate (inclusiv recruți) ai armatei ruse. Între timp Dudaev a reușit să adune resurse umane pentru contracararea noii ofensive, începute la sfârșitul lui noiembie 1994, astfel încât forțele anti-Dudaev au pierdut 20 de tancuri, 350 de uciși, iar 120 de soldați ai armatei ruse, în special recruți au devenit prizonieri. Ultimatumul dat de Dudaev pe 7 decembrie 1994 (ne-dus la împlinire) pentru ca forțele anti-Dudaev să depună armele și să obțină amnistie, ori altfel cei 120 de prizonieri vor fi executați, a dus la un conflict armat între forțele cecene ale guvernului nerecunoscut a lui Dudaev și armata și trupele de interne ale Federației Ruse, care a decis să invadeze deschis Cecenia pe 11 decembrie 1994.
Articol principal: Primul Război Cecen
În decursul Primului Război Cecen (1994-1996) trupele ruse au cucerit Cecenia, provocând zeci de mii de morți populației civile și distrugeri materiale imense, pentru ca din iunie 1995 războiul să se transforme în unul de gherilă. În august 1996 rebelii separatiști anti-ruși au reușit recucerirea capitalei Groznîi și anihilarea unui număr mare de trupe ruse prinse în lupte. În mod oficial, primul război cecen s-a încheiat prin semnarea acordurilor de la Hasaviurt la 31 august 1996. Ele stabileau că statutul Ceceniei urma să fie decis până la sfârșitul anului 2001, dar acordau Republicii Cecene Ichkeria independență de-facto până în acel moment.
La 12 mai 1997, la Moscova, președintele rus Boris Elțîn și președintele cecen separatist din acea vreme Aslan Mashadov au semnat un Tratat de Pace între Federația Rusă și Republica Cecenă Ichkeria, care după spusele lui Elțîn avea "însemnătate istorică, menit să încheie 400 de ani de război".
Guvernul separatist, decimat în decursul primul război de cele mai influente si capabile autoritați, inclusiv primul său președinte Djohar Dudaev, nu a reușit să țină sub control situația de securitate. Un șir de bande armate operau din Cecenia răpiri, răscumpărări, trafic ilegal de petrol. Una din acestea era condisă de fostul lider spiritual al musulmanilor din Cecenia în timpul puterii sovietice, Ahmad Kadîrov. O adevărată bătălie a avut loc pentru ca guvernul cecen să recapete controlul asupra celui de-al doilea oraș ca mărime, Gudermes, din mâinile acestor bande. În 1999, Kadîrov, care în primul război a luptat împotriva rușilor, a trecut cu forțele sale de partea lor, devanind liderul (pro-rus) al Ceceniei.
În august 1999, folosindu-se de situația extrem de complicată pentru ruși din Daghestan, un grup cecen disident, condus de liderul militar Șamil Basaiev și compus din 600 de luptători ceceni, daghestanezi și arabi, a întreprins o incursiune armată în zona Botlih din Daghestan, preluând fără luptă toate satele. Acest eveniment a dus la demiterea prim-ministrului rus Serghei Stepașin, înlocuirea sa cu Vladimir Putin și desemnarea ultimului ca succesor al lui Elțîn la alegerile din primăvara 2000. În paralel cu operațiunea rusă de anihilare a celor 600 de rebeli din Dagestan, în septembrie 1999, 4 bombe pe bază de hexogen au fost plasate în blocuri din Buinaksk în Daghestan, Moscova și Volgodonsk în Rusia, și aceste locuințe au fost aruncate în aer, provocând sute de morți în totalitate civili. O a cincea bombă a fost depistată de locatari în timp ce era instalată, însă ancheta asupra celor doi colaboratori ai Serviciului Federal de Securitate Rus care au plasat bomba a fost încetată. Guvernul rus a dat vina imediat pe teroriști ceceni. Autorul John B. Dunlop  consideră că Berezovsky este în spatele atacului al cărui scop a fost consolidarea puterii Familiei, un grup de mafioți oligarhi din jurul președintelui Boris Elțîn.
Trupe rusești au fost plasate de-a lungul frontierei Ceceniei. Invazia din Dagestan, combinate cu șocul provocat de aceste acte teroriste, au fost justificări suficiente în ochii opiniei publice pentru o acțiune militară rusească în Cecenia, deschizând astfel al Doilea Război Cecen (1999-prezent). În 1999-2000 trupele rusești au cucerit din nou Cecenia, provocând alte zeci de mii de morți si o criză umanitară de proporții. Începand din 2000 are loc un razboi continuu de gherilă.

## Geografie
Cecenia este situată în nordul Caucazului, înconjurată din trei părți de Rusia: la vest se învecinează cu Osetia de Nord și Ingușetia, la nord se învecinează cu ținutul Stavropol, la est cu Daghestan. La sud Cecenia se învecinează cu Georgia.
- Suprafața: 19.300 km²
- Frontiere:
  - Interioare Rusia:
    - Ingușetia
    - Osetia de Nord - Alania
    - Daghestan

  - Externe:
    - Georgia

Partea de sud este muntoasa, având vârfuri care depășesc 3000 metri, dar majoritar acoperită cu păduri. Cel mai înalt vârf, Tebulosmta, are 4492 metri. Are localități în văile râurilor, cât și sus la munte. O parte din localitățile mici montane au fost forțat depopulate în secolul 19 de către ruși, populația lor fiind în întregime mutată în centrul Ceceniei, pentru a stăvili independența locuitorilor din munți. La munte există multe castele cecene, de fapt case mai mari din piatră, înalte sub formă de turn, unde în evul mediu timpuriu și târziu o familie lărgită se putea autoapăra.
Partea centrală, până la râul Terek este plată sau usor deluroasă, cu multe localități, astfel că aproape totdeauna dintr-o localitate se vede următoarea. Deși acoperă circa 20% din teritoriu, conține peste 60% din populație.
Partea la nord de râul Terek este plată, cu mici coline, având o vegetație de stepă. În acestă bucată în secolul 19 au fost aduși cazaci ruși, denumirile localităților fiind și până astăzi adesea în stil căzăcesc (Stanitsa ...)
Capitala republicii este orasul Groznîi.

### Râuri
- Terek
- Sunja, afluent de dreapta al râului Terek
- Argun, afluent de dreapta al râului Sunja
- Martan, afluent de dreapta al râului Sunja

### Ora locală
Cecenia folosește Ora Moscovei.

## Politică
Articol principal: Politica în Cecenia

### Autoritățile separatiste
După asasinarea prin rachetă ghidată a președintelui Djohar Dudaev in aprilie 1996 în apropiere de satul Gekhi-Chu, în timp ce vorbea la telefon cu un deputat apropiat personal al lui Elțîn în parlamentul Rusiei, Duma de Stat, rolul de lider al separatiștilor a fost ocupat de vice-președintele Zelimhan Iandarbiev. În februarie 1997, Iandarbiev a pierdut alegerile în fața lui Aslan Mashadov, fostul șef al statului major separatist cecen în timpul primului război. Iandarbiev a fost ulterior omorât în februarie 2004 în Doha (Qatar) de agenți ai securității ruse. În martie 2005, Mashadov a murit ucis de o grenadă în bucărul său din satul Tolstoy-Yurt, asaltat de trupele ruse, funcția fiind preluată de Abdul-Halim Sadulaiev, fost șef separatist al curții supreme de justiție. În iunie 2006, Sadulaiev a fost omorât de o grenadă rusă într-o casă din orașul Argun și a fost înlocuit de Doku Umarov, fost vice-președinte separatist, iar anterior comandant al Frontului de Sud-Vest. Acesta a murit în 2013. 
Autoritatea separatistă este organizată în jurul Consiliului de Stat al Apărării, condus de președintele în exercițiu, care activează în Cecenia. El coordonează și dirijează planurile activităților de pe teren, având în subordine directă 10 comandanți de câmp și un număr de unități mai mici. Cu excepția misiunilor militare majore, organizate nu mai des de 2-3 ori pe an, sau și mai rar, în spiritul unui război de gherilă, fiecare subunitate acționează autonom pe un perimetru delimitat, respectând planul general stabilit de Consiliu, dar fără a-l informa despre detaliile operațiunilor curente înainte ca acestea să fie îndeplinite. Decretele președintelui si deciziile Consiliului de Stat al Apărării (întrunit aproximativ o dată pe an) au fost în ultimii ani unica sursă "legală" a separatiștilor. Deși participarea activă în formațiuni pro-ruse este considerată trădare și persoanele mai active sunt marcate pentru eliminare, un decret al președintelui Mashadov aprobă colaborarea fățișă sau de formă din partea civililor ceceni în structuri ale administrației pro-ruse, atunci când neparticiparea ar conduce la insecuritate pentru familia persoanei în cauză. Pe plan extern, separatiștii sunt condiși de ministrul lor de externe Ahmed Zakaiev, care trăiește în prezent la Londra și beneficiază de azil politic în Marea Britanie din 2003, dupa ce tentativa Federației Ruse de a-l avea extrădat fusese respinsă datorită Convenției Europene a Drepturilor Omului care nu permite extrădarea în cazurile în care condamnarea la moarte este posibilă sau tortura este probabilă. Zakaiev este un lider separatist moderat, ministru al culturii înainte de 1994 și întâmplător fostul comandant direct al actualului președinte Doku Umarov în 1994-1996 și 1999-2000.
Asasinările lui Mashadov și Sadulaiev au fost rezultatul unor verificări de rutină a persoanelor considerate suspecte de a fi simpatizanți separatiști, fără a cunoaște că la locuințele acestora se aflau persoane de rang înalt în conducerea separatistă. Asasinarea lui Iandarbiev a fost planificată, însă asasinii n-au reușit să-și mențină identitatea ascunsă, fiind arestați și provocând un grav incident diplomatic între Rusia și Qatar. Asasinarea lui Dudaev a fost posibilă din cauza participării la triangulația poziției telefonului său mobil a unui satelit SIGINT a Acenției de Securitate Națională Americane, în pofida interdicției legale asupra asasinărilor.

### Autoritățile pro-ruse
În timpul primului război liderii ceceni pro-ruși își îndeplineau funcțiile de la Moscova, sau de la baza militară Khankala de lângă Groznîi, situația de securitate de pe teren nepermițând nimic mai bun. În timpul celui de-al doilea război, Ahmad Kadîrov, a ocupat funcția de președinte pro-rus al Ceceniei, prin decret al președintelui rus Vladimir Putin, apoi prin alegeri în octombrie 2003. Pe 9 mai 2004, Kadîrov a fost ucis pe stadionul de fotbal din Groznîi de explozia unei mine amplasate sub tribuna VIP, detonată în timpul paradei militare de Ziua Victoriei URSS în cel de-al Doilea Război Mondial. Serghei Abramov, fost ministru de finanțe în guvernul pro-rus al Ceceniei a fost numit de către Putin președinte și prim-ministru interimar. În august 2004, Alu Alhanov, fostul ministru de interne în guvernul pro-rus al Ceceniei a câștigat noile alegeri prezidențiale, contestate și nerecunoscute declarativ de SUA și de Federația Internațională Helsinki pentru Drepturile Omului. În noiembrie 2005 Abramov a suferit într-un accident rutier în Moscova și în martie 2006 a declarat că se retrage din politica Ceceniei. Alhanov își exercită funcția în prezent, iar fiul lui Ahmad Kadîrov, Ramzan, este prim-ministru interimar.

## Demografie
Articol principal: Poporul cecen
Structura etnică, conform recensământului din 2010
     Ceceni (95,08%)
     Ruși (1,92%)
     Cumâci (0,96%)
     Avari (0,38%)
     Alții (1,66%)
În conformitate cu rezultatele recensământului oferite de Serviciul Federal al Statisticilor de Stat al Federației Ruse Arhivat în 16 mai 2020, la Wayback Machine., numărul celor declarați ceceni în întreaga Rusie în anul 2002 era de 1.360.253 persoane, comparativ cu 898.999 persoane declarate în anul 1989.
În acest moment, populația Ceceniei este de aproximativ 650.000 - 1.300.000 de persoane (diverse surse diferă foarte mult): ceceni, ruși, inguși, reprezentanți ai unor popoare nord-caucaziene, precum și 80.000 de soldați ruși.
Cei mai mulți ceceni sunt musulmani suniți, aderenți ai școlii tradiționale Shafi'i, convertiți la această religie în secolul al VIII-lea de misionari arabi. La sfârșitul epocii sovietice, etnicii ruși reprezentau 23% din populație, (269.000 în 1989), inclusiv 50% în capitala Groznyy. Aceeași proporție s-a păstrat în mare parte și până în 1994. Datorită acțiunilor militare, cei mai mulți ne-ceceni, (dar și etnici ceceni), au părăsit țara în anii care au urmat declanșării conflictelor. În timp ce cecenii s-au refugiat în mare parte la rudele lor din sate, etnicii ruși din Groznyy care nu au reușit să fugă repede, au fost victime ale bombardamentelor aeriene și de artilerie ale armatei ruse, precum și ale nevoilor care au căzut pe capul lor din cauza războului (lipsă de hrană, medicamente, căldură, etc). În zilele noastre mai trăiesc numai câteva mii de ruși în Cecenia.
Limbile folosite în Cecenia sunt limba cecenă și limba rusă.
Cecenia are una dintre cele mai scăzute medii de vârstă din Federația Rusă, și este una dintre puținele regiuni unde se așteptă creșteri ale populației, unde fenomenul "războiul provoacă familii cu mulți copii" s-a văzut din plin.
- Populația: 1.103.686 (2002) – cifra este nesigură.
  - Urbană: 373.177 (33.8%)
  - Rurală: 730.509 (66.2%)
  - Bărbați: 532.724 (48.3%)
  - Femei: 570.962 (51.7%)
- Vârsta medie: 22,7 ani
  - Urban: 22,8 ani
  - Rural: 22,7 ani
  - Bărbați: 21,6 ani
  - Femei: 23,9 ani
- Numărul gospodăriilor: 195.304 (cu 1.069.600 oameni)
  - Urbane: 65.741 (cu 365.577 oameni)
  - Rurale: 129.563 (cu 704.023 oameni)
  - În Groznîi: 80.000 oameni.
  - Etnici ceceni: 98% din populație.

### Limbă
Articol principal: Limba cecenă
Limba cecenă (Noxçiyn mott) aparține sub-familiei Nakh-Daghestane (cea mai mare limbă a acestei sub-familii) a familiei Nord-Caucaziene de limbi, o familie foarte veche de limbi, indigenă regiunii caucaziene, ale cărei legături cu alte limbi nu pot fi clar urmărite de lingviști. Aproximativ 84% din vocabularul de bază este cognat (comun) cu limba ingușă și în proporție mai mică dar încă destul de mare, cu minuscula (5000 de vorbitori) limbă batsbi sau tsova-tush din Georgia. Cecena, de asemenea, are aproximativ 30% în comun cu limba avară, 20% cu limba lizghină, cu limba lacă și limba darghină, alte principale limbi Nakh-Daghestane. Cecena are circa 5000 de cuvinte proprii, plus împrumuturi din arabă, persană, turcă, rusă, osetină. Împrumuturile din primele două se referă în special la termeni religioși, științifici și tehnici.
În termeni de tipologie lingvistică, limba cecenă este verb-finală, ergativă (referitor la cazuri), moderat sintetică, cu dependență marcată. Are un sistem complicat de consoane, inclusiv ejective, uvulare și faringale, un sistem larg de vocale, similar limbilor nordice (suedeza, daneza, finlandeza). Absorbția cuvintelor noi are loc nu individual, ci de-a întregul cu frazele în care se folosesc.
Până în 1923 a folosit alfabetul arab, între 1923 și 1937 - cel latin. În 1938 a fost publicat alfabetul chirilic. În 1992 o versiune parțial modificată a alfabetului latin a fost reintrodusă, dar din cauza nivelului precar al sistemului educațional numai populația mai educată a făcut trecerea. Autoritățile cecene pro-ruse utilizează exclusiv alfabetul chirilic, ca și o mare parte din rezistența cecenă separatistă, deoarece majoritatea absolută a populației mai educate se află în prezent în diasporă: la Moscova, în Turcia, în unele țări europene (Anglia, Germania, Franța, Danemarca, Finlanda, Polonia, Lituania), cât și în măsură mai mică în unele țări din Golful Persic (Iordania, Qatar).
Limba cecenă este vorbită de peste un milion de oameni în Cecenia, în regiunile învecinate ale Caucazului de Nord, în alte regiuni ale Rusiei, în Turcia (posibil peste 100.000), în Georgia, Iordania (3-5 mii), Germania, multe țări europene, Siria, Kazahstan, Kîrgîstan, Uzbekistan.

## Diviziuni administrative

### Districte (raioane)

Raioanele și râurile Ceceniei

Orașele Ceceniei

Republica Cecenă este împărțită în următoarele 15 raioane (районы) și 5 orașe republicane (în paranteze sunt indicate cifrele pe hartă):
în nord
- (1) raionul Naurskii (Naurskii raion, Наурский район)
- (2) raionul Șelkovskii (Șelkovskii raion, Шелковский район)
- (3) raionul Nadterecinîi (Nadterecinîi raion, Надтеречный район)

în centru
- orașul Groznîi, divizat în 4 raioane urbane (sectoare): Staropromislovskii (NV), Leninskii (NE), Zavodskoi (SV), Oktiabrskii (SE)
- orașul Argun
- orașul Șali
- (4) raionul Groznîi rural (Groznenskii selskii raion, Грозненский сельский район)
- (9) raionul Șali (Șalinskii raion, Шалинский район)

în sud-vest
- orașul Urus-Martan
- (6) raionul Sunja (Sunjenskii raion, Сунженский район)
- (7) raionul Atcihoi-Martan (Atcihoi-Martanovskii raion, Ачхой-Мартановский район)
- (8) raionul Urus-Martan (Urus-Martanovskii raion, Урус-Мартановский район)

în est
- orașul Gudermes
- (5) raionul Gudermes (Gudermesskii raion, Гудермесский район)
- (10) raionul Kurcealoi (Kurcealoievskii raion, Курчалоевский район)

în sud-est
- (13) raionul Vedeno (Vedenskii raion, Веденский район)
- (14) raionul Nojai-Iurt (Nojai-Iurtovskiii raion, Ножай-Юртовский район)

în sud
- (12) raionul Șatoi (Șatoiskii raion, Шатойский район)
- (15) raionul Șaroi (Șaroiskii raion, Шаройский район)
- (11) raionul Itum-Kale (Itum-Kalinskii raion, Итум-Калинский район)

Raioanele sunt la rândul lor divizate în comune și sate de tip orășenesc (orășele). În total, în cele 15 raioane există 213 comune (conținând un total de 324 de sate) și trei orășele. În plus, există 27 de localități nelocuite.

### Localități importante
| - în nord - Nadterecinaia - Znamenskoe - Naurskaia - Cernohozovo - Cervlionaia - Șelkovskaia | - în centru - Groznîi - Kankala - Tolstoi-Iurt - Staraia Sunja - Aldîi - Cecen-Aul - Starîi Atagi - Novîi Atagi - Ciri-Iurt - Duba-Iurt - Argun - Șali - Avturîi - Serjen-Iurt | - în sud-vest - Urus-Martan - Atcihoi-Martan - Bamut - Samașki - Șalaji - Șami-Iurt - Gekhi-chu - Goiti - Alkan-Kala - Alhazurovo - Saadi-Hotar (Komsomolskoie) | - în est - Gudermes - Kurcealoi - Mesker-Iurt - Hidihutor - Aleroi - Mesheti - Galaiti | - în sud-est - Vedeno - Aghiști - Selmentauzen - Elistanji - Ța-Vedeno - Belgatoi - Țentoroi - Nojai-Iurt - Zandak | - în sud - Șatoi - Ulus-Kert - Daciu-Borzoi - Aslambek-Șeripovo - Hal-Kiloi - Șaroi - Dai - Itum-Kale |

## Economie
În timpul războiului, economia Ceceniei s-a prăbușit. Indicatorii economici sunt imposibil de calculat din cauza instabilității generalizate din republică. Problemele economiei au avut efecte asupra economiei rusești, multe spălări sau dispariții de fonduri având loc, fiind făcute vinovate unele instituții cecene financiare reale sau virtuale. Cecenia are cea mai ridicată rată de folosire a dolarului SUA față de rubla rusească din cadrul Federației Ruse.  În 1994, autoritățile cecene plănuiseră introducerea monedei naționale, nahar, lucru care nu s-a mai întâmplat din cauza izbucnirii primului război cecen.
Ca urmare a războiului, aproximativ 80% din potențialul economic al Ceceniei a fost distrus. Singura industrie parțial reconstruită a fost cea petrolieră. În 2003, producția de țiței a fost de 1,5 milioane de tone (25.000 de barili pe zi), o producție mult mai mică decât maximul atins în anii 1990, de aproximatic 4 milioane de tone (60-70 mii de barili pe zi). Producția de petrol a Ceceniei a reprezentat aproximativ 0,6% din producția totală a Rusiei. Nivelul șomajului este foarte ridicat, de peste 60%. În conformitate cu declarațiile guvernamentale ruse, începând din 2000 s-au cheltuit peste 2 miliarde de dolari SUA pentru reconstrucția economică a Ceceniei.
În ciuda unei înviorări abia-simțite, contrabanda și schimbul în natură reprezintă nota dominantă a economiei.

## Victime ale războiului, crime de război și crime împotriva umanității
Oficialii ceceni proruși afirmă că, din 1994, peste 200.000 de oameni au fost uciși în Cecenia, inclusiv 20.000 de copii. Sursele rebelilor afirmă că forțele federale au ucis peste 250.000 de oameni, inclusiv 42.000 de copii. Arhivat în 16 decembrie 2005, la Wayback Machine.. Rebelii afirmă că trupele lor regulate au pierdut 12.000 de luptători drept morți. Numărul victimelor (morți, răniți) din cadrul trupelor federale este de câteva zeci de mii, iar unele surse ale rebelilor pretind că cifrele reale se apropie de 40.000 de morți și încă mai mulți răniți. Aceste cifre sunt parțial confirmate de surse independente.
În decursul celor două războaie ambele părți au comis grave crime de război (torturi - clasice, electrice, amputări -, execuții sumare, acte de sadism asupra corpurilor muribunde sau neînsuflețite, dispuneri de capuri în văzul public) si crime împotriva umanității (luări de ostatici, arestări si detenții prelungite ale civililor, dispariții ale persoanelor arestate, bombardarea locuințelor civililor, pretenții de răscumpărări, obținere de bani prin amenințări cu execuții, comise în număr foarte mare). Totuși, responsabilii direcți pentru aceste acte reprezintă doar o mică parte din combatanții ambelor părți.
Fostul comandant rebel Șamil Basaiev, mort în urma unui accident în iulie 2006 în satul Ekazhevo din Ingușetia, când camionul cu explozibil escortat de el a căzut într-o gaură din drum, provocând detonarea explozibilului, era considerat ca responsabil pentru moartea a sute de civili, prin luări de ostatici, direct sau ordonând, și folosirea fara discriminare a acestora drept scuturi umane.
Ramzan Kadîrov, fiul lui Ahmad Kadîrov, este conform Human Rights Watch capul unei armate private, membrii căreia sunt numiți kadîrovțî (oamenii lui Kadîrov), responsabilă cu numeroase asasinate, răpiri la comandă, extorcări de fonduri și agresiuni sexuale. Surse separatiste menționează că însuși Ramzan a participat în trecut la torturi și execuții sumare ale ostaticilor a căror rude nu au reușit să-i răscumpere.